# ウィラメットバレー

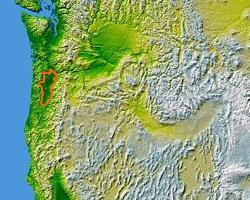
ウィラメットバレー

ウィラメットバレー（英: Willamette Valley）は、アメリカ合衆国オレゴン州の北西部、ユージーンの側の山から北側に流れコロンビア川に流れ込むウィラメット川に囲まれた地域である。
オレゴン州の70パーセントの人口に住む場所を提供している。
ボルドーワインの産地、フランスのボルドー地方とほぼ同じ、葡萄の栽培に適した、北緯45度前後に位置するため、ワインの産地としても知られるようになってきている（ウィラメット・ヴァレーAVAを参照）。
1902年にウィラメット隕石が発見された。

## 地質
ウィラメットバレーの土壌は氷河期に頻繁に発生した洪水による堆積物で構成されている。モンタナ州にかつて存在したミズーラ湖から溢れた水が東ワシントンの土壌表面を削り取り、それがコロンビア川峡谷へと押し流されてきた。そして、材木や氷河の一部が南西ワシントンのカラマ周辺で滞留してウィラメットバレーに天然ダムを構成した。そのダムの水面は現在の海面より300〜400フィート（91〜122m）高かったとされている。地質学者の中には、最終氷期の間にこのような洪水が複数回発生していたのではないかと考える者もいる。もし洪水の規模が2010年時点での標高が6.1mであるポートランドをも覆うほどであれば、水面から出るのはテュアラティン山脈、タボー山、ロッキー・ビュート、ケリー・ビュート、スコット山程度であり、市街地ではごく少数の高層ビルしか見えなくなる。この渓谷の中にある他の町の標高は、ニューバーグ（48m）、オレゴンシティ（42m）、マクミンビル（48m）、セイラム（47m）、コーバリス（72m）、ユージーン（130m）となっている。このダム湖は次第に排水され、その底にたまった堆積物によってテュアラティン・バレー、ヤムヒル川、ウィラメットバレーの標高は180~200フィート（55~61m）となっている。
地形学者はアリソン湖がその痕跡であるとしている。また、このアリソン湖という名前は、1953年にウィラメット・スリットの土壌について言及し、それが東ワシントンにかつて存在したルイス湖のものと似ているとしたオレゴン州立大学の地形学者アイラ・アリソンに由来している。また、アリソンは1930年代に行った迷子石の調査によっても知られている。
また、1902年にウェストリンで発見されたウィラメット隕石も洪水で流されてきたと考えられている。

## 地理
州間高速道路5号線がウィラメットバレーを通過している。

### 含まれる都市
- オールバニ
- ダラス
- セイラム
- カイザー
- マクミンビル
- ヒルズボロ

### 含まれる郡
- ダグラス郡
- レーン郡
- リン郡
- ベントン郡
- ポーク郡
- マリオン郡
- ヤムヒル郡
- ワシントン郡

## 気候

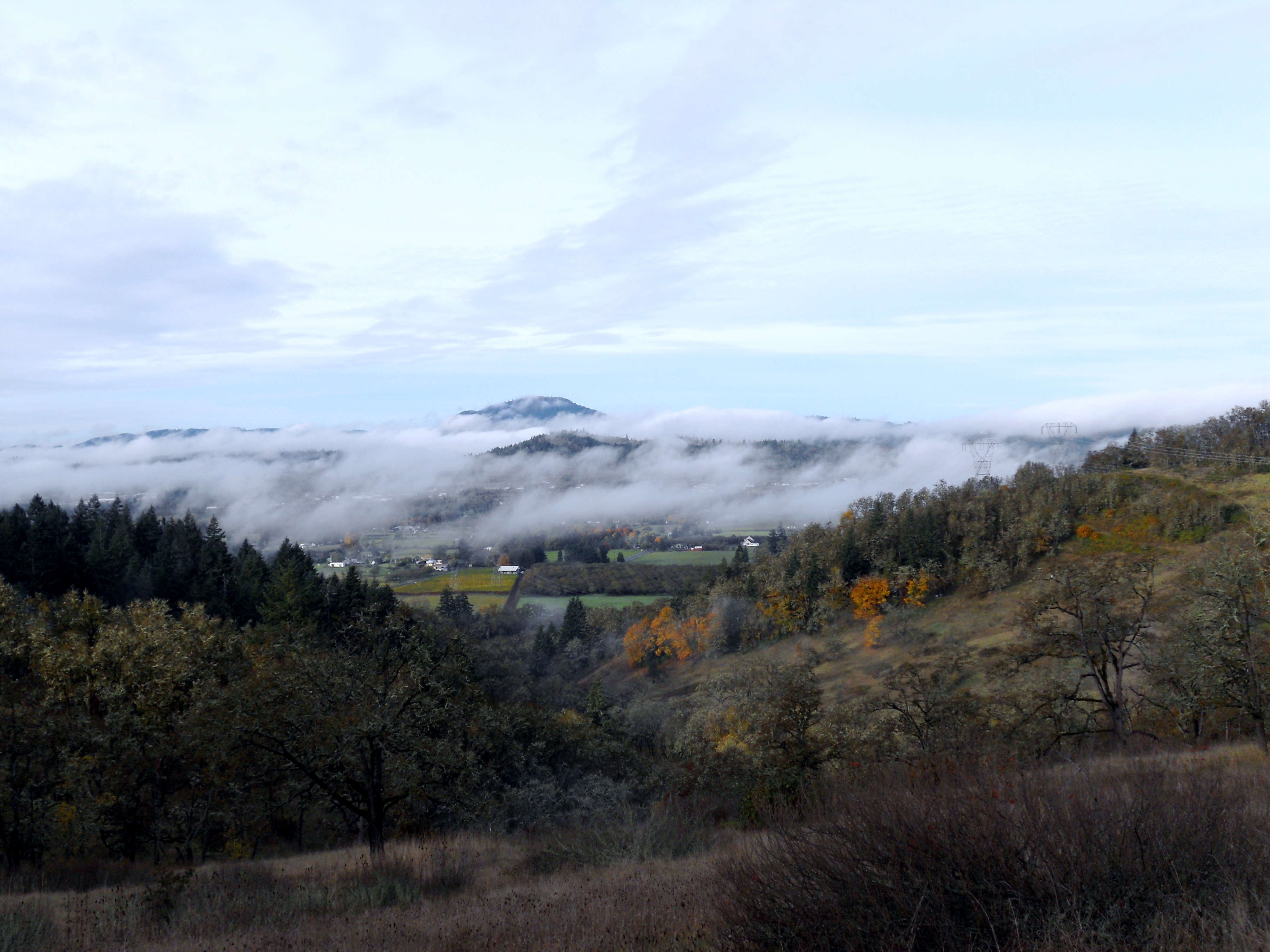
渓谷の南部で発生した靄

ウィラメットバレーの気候はケッペンの気候区分では西岸海洋性気候（Cfb）に分類され、涼しい夏と湿潤な冬、日常的な曇り空が特徴である。
年間を通して穏やかな気候であり、夏場で華氏90度（摂氏32度）を上回る日は毎年あるが、100度（摂氏38度）を越すような日はほとんどない。また、冬場にも最高気温が氷点下になる日は毎年2、3日程度であり、特に低地ではほとんどない。また、気温が華氏5度（摂氏-15度）を下回ったのは過去25年間で一度きりである。春と秋の気温は華氏50度（摂氏10度）から70度（摂氏21度）の間に収まる。
降水量はバレー内でも多様であり、標高による変化が大きい。例えば、谷底では年間910ミリ程度なのに対して山麓では2,000ミリ以上を記録する。また、谷の南端に位置する標高130mのユージーンでは1,168ミリであるのに対し、北端に位置する標高15mのポートランドでは914ミリと大きな開きがある。
激しい嵐に襲われることも少ない。しかし、時おり海岸沿いを南下してくる低気圧によってコロンビア川台地からの冷たい空気がコロンビア川峡谷を通り抜け、この地に吹雪をもたらすことがある。また、谷の北部では時おり強風が吹くこともある。冬場は曇りの日が非常に多いが、夏場は晴れの日が続く。また、竜巻が発生することも少なく、たとえ発生したとしてもその被害は少ない。

## 農業

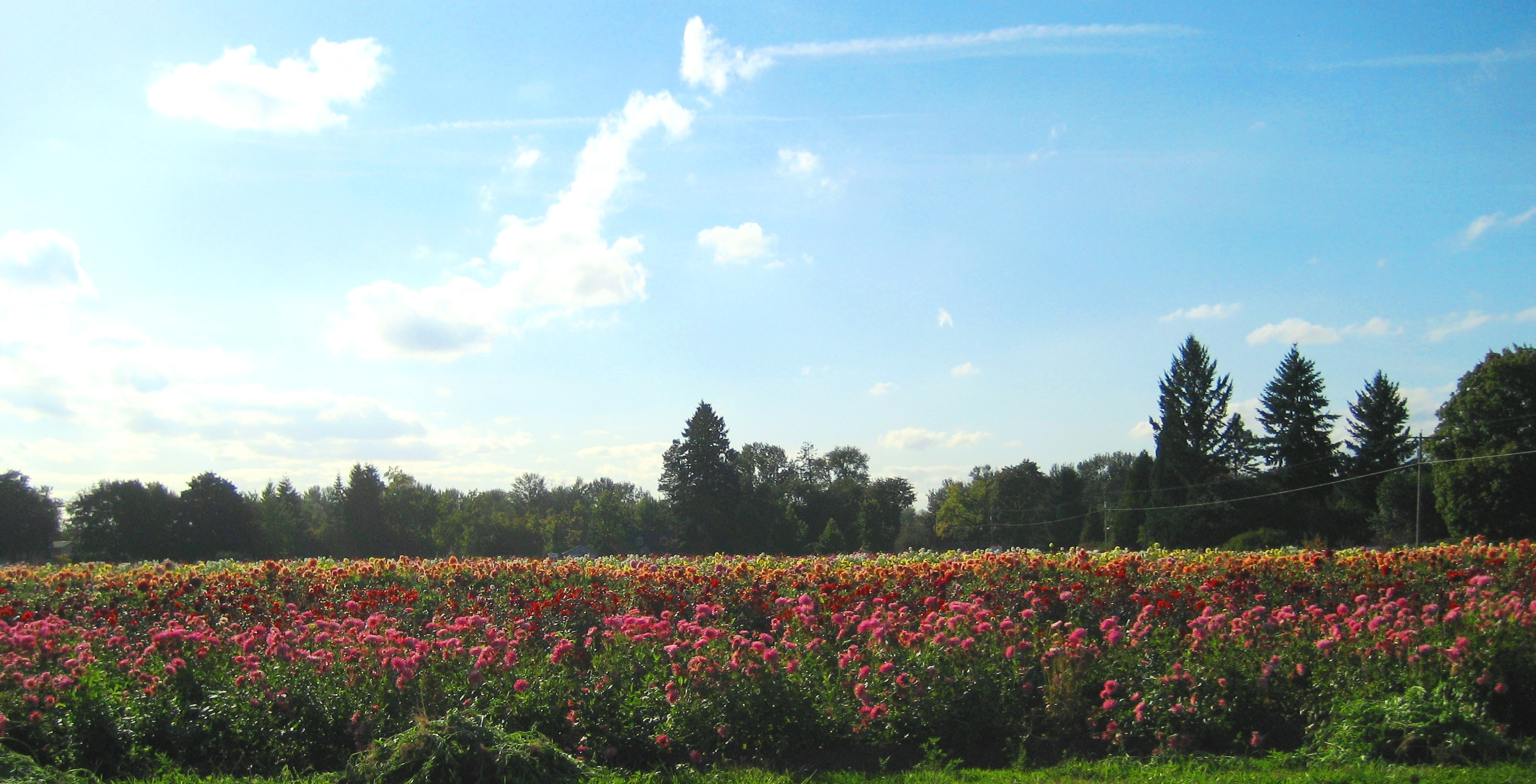
キャンビー近郊のダリア畑

ウィラメットバレーには、最終氷期にあたる15,000年~13,000年前に40回程度発生したミズーラ洪水によって運ばれてきた肥沃な土壌があるため、農業が盛んである。この洪水はミズーラ氷河湖の定期的な決壊によって引き起こされ、コロンビア川からウィラメットバレー南端のユージーンまであふれた。一方でこれによって東ワシントンから肥沃な火山性土壌と雪解け水がウィラメットバレー全域に運ばれてきた。その土壌の厚さは、場所によっては深さ1,000mにもおよぶ。